# Август Ріттер фон Пітрайх
Август Ріттер фон Пітрайх (нім. August Ritter von Pitreich; 30 листопада 1881, Еберштайн — 1960) — австро-угорський, австрійський і німецький військовик, генерал-майор вермахту.

## Біографія
Син президента Вищого земельного суду і таємного радника доктора Августа фон Пітрайха і його дружини Франциски, уродженої Едле фон Штайнберг. У 1899—1902 роках навчався у Терезіанській академії. 18 серпня 1902 року призваний до лав австро-угорської армії. Учасник Першої світової війни, після завершення якої продовжив службу в австрійській армії. 28 лютого 1931 року вийшов у відставку.
1 квітня 1939 року переданий в розпорядження вермахту. З 18 листопада 1939 року — керівник архівного відділу сухопутних військ і уповноважений вермахту при імперському протекторі Богемії і Моравії. 1 вересня 1940 року призваний на дійсну службу і призначений в штаб командувача вермахтом у Празі. 31 травня 1942 року відправлений у резерв фюрера, 31 липня — у відставку.

## Звання
- Генерал-майор (21 січня 1928);
- Генерал-майор до розпорядження (1 квітня 1939);
- Генерал-майор (1 вересня 1940);
- Генерал-майор до розпорядження (31 липня 1942).

## Нагороди
- Ювілейний хрест;
- Бронзова і срібна медаль «За військові заслуги» (Австро-Угорщина) з мечами;
- Хрест «За військові заслуги» (Австро-Угорщина) 3-го класу з військовою відзнакою і мечами;
- Орден Залізної Корони 3-го класу з військовою відзнакою і мечами;
- Орден Леопольда (Австрія), лицарський хрест з військовою відзнакою і мечами;
- Військовий Хрест Карла;
- Залізний хрест 2-го класу;
- Пам'ятна військова медаль (Австрія) з мечами;
- Почесний хрест ветерана війни з мечами;
- Медаль «За вислугу років у Вермахті» 4-го, 3-го, 2-го і 1-го класу (25 років);
- Хрест Воєнних заслуг 2-го класу з мечами.